# Manhattan Tower (Tel Awiw)
Manhattan Tower (hebr. מגדל מנהטן) – wieżowiec w osiedlu Park Cammeret we wschodniej części miasta Tel Awiw, w Izraelu.

## Historia
We wrześniu 2002 zatwierdzono plan budowy osiedla Park Tzameret, w skład którego miało wejść 12 mieszkalnych drapaczy chmur. Kompleks mieszkalny był wzorowany na podobnych projektach realizowanych w Londynie i Paryżu. Budowa wieżowców rozpoczęła się w 2005.
Budowa wieżowca Manhattan Tower trwała w latach 2005–2009. Większość apartamentów mieszkalnych w wieżowcu została sprzedana w ciągu trzech tygodni.

## Dane techniczne
Budynek ma 41 kondygnacji i wysokość 140 metrów.
Wieżowiec wybudowano w stylu modernistycznym. Wzniesiono go z betonu. Elewacja jest wykonana w kolorach szarym i granatowym.
Wieżowiec jest wykorzystywany jako luksusowy budynek mieszkalny. W budynku mieści się 177 apartamentów mieszkalnych, basen pływacki, centrum spa (siłowania i fitness) oraz podziemny parking dla samochodów (trzy kondygnacje).